# علی‌اکبر دهخدا
علی‌اکبر دهخدا ‏(۱۲۵۷ – ۷ اسفند ۱۳۳۴) ادیب، لغت‌شناس، سیاستمدار و شاعر سرشناس ایرانی بود. او مؤلف و بنیان‌گذار لغت‌نامه دهخدا است. دهخدا از مهم‌ترین چهره‌های فرهنگ و ادب فارسی معاصر است.‌او را پدر واژه‌نامه معاصر ایران می‌دانند.

## زندگی

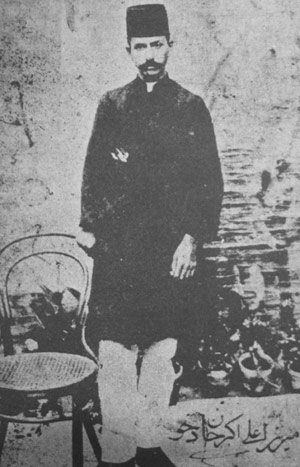
میرزا علی‌اکبر خان دهخدا در جوانی

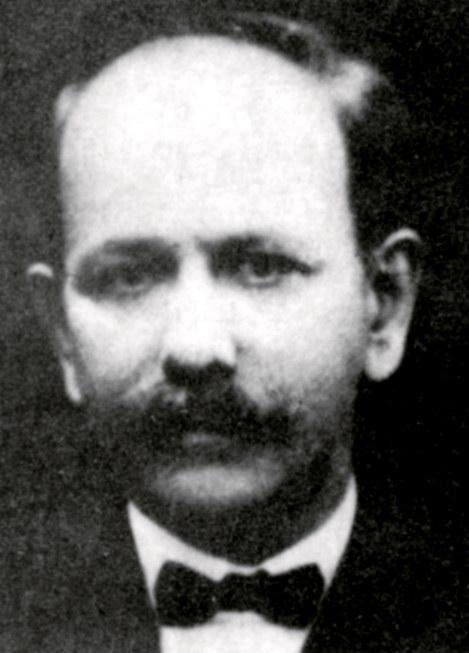
علی‌اکبر دهخدا در جوانی

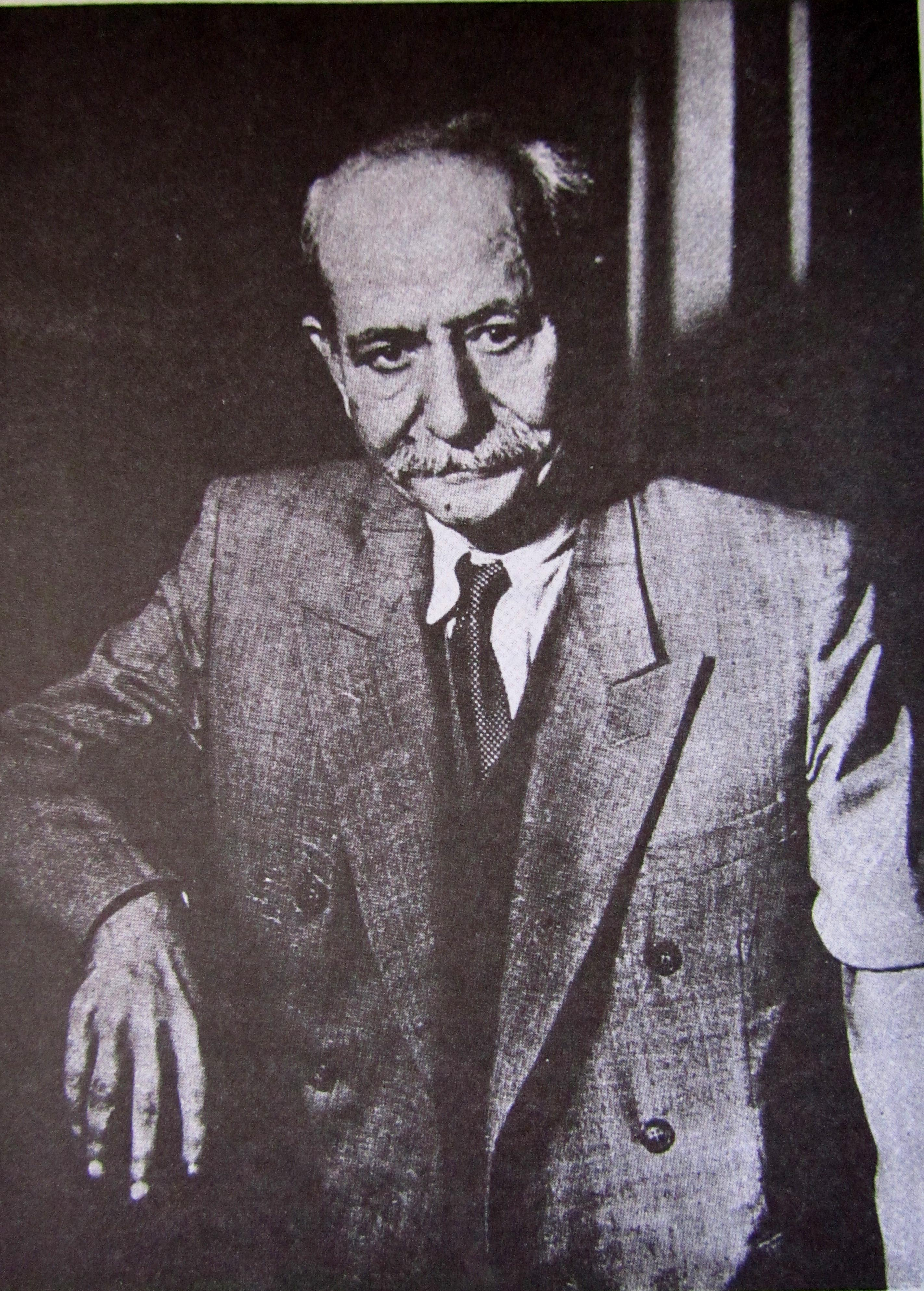
علی‌اکبر دهخدا در کهن‌سالی

### دوره یکم (تا نیمه‌راه مشروطیت)
علی‌اکبر دهخدا در سال ۱۲۵۷ خورشیدی در تهران و در محله سنگلج زاده شد. پدرش خان‌بابا خان که سپاهی و از ملاکان متوسط قزوین بود، پیش از زاده شدن وی از قزوین خارج شد و در تهران اقامت گزید. هنگامی که او نه ساله بود پدرش در بروجرد فوت کرد و مادرش تربیت او را به عهده گرفت. در آن زمان غلامحسین بروجردی که از دوستان خانوادگی آن‌ها بود کار تدریس دهخدا را آغاز کرد و دهخدا تحصیلات قدیمی را نزد او آموخت.
در زمان گشایش مدرسه علوم سیاسی وابسته به وزارت امور خارجه در سال ۱۲۷۸ خورشیدی، دهخدا در آزمون ورودی مدرسه شرکت کرد و در آن جا مشغول تحصیل شد و چهار سال بعد جزء اولین فارغ‌التحصیلان مدرسهٔ سیاسی بود. طی این دوره با مبانی علوم جدید و زبان فرانسوی آشنا شد. معلم ادبیات فارسی آن مدرسه محمدحسین فروغی بود و گاه تدریس ادبیات کلاس را به عهده دهخدا می‌گذاشت. چون منزل پدری دهخدا در همسایگی منزل شیخ هادی نجم‌آبادی بود، دهخدا از این موقعیت استفاده می‌کرد و از محضر او بهره می‌گرفت.
پس از اتمام دوره مدرسه علوم سیاسی، دهخدا که اکنون میرزا علی‌اکبر خان قزوینی نامیده می‌شود، به خدمت وزارت امور خارجه درآمد و در سال ۱۲۸۱ هنگامی که معاون‌الدوله غفاری به‌عنوان سفیر ایران در کشورهای بالکان منصوب شده بود، دهخدا به‌عنوان منشی سفیر با او همراه شد. اقامت آن‌ها در اروپا بیش از دو سال در شهر وین بود. دهخدا از این دوره برای آشنایی بیشتر با زبان فرانسوی و دانش‌های جدید استفاده کرد. او در سال ۱۲۸۴ به ایران بازگشت.
بازگشت دهخدا به ایران هم‌زمان با آغاز مشروطیت بود. ابتدا به مدت شش ماه در اداره شوسهٔ خراسان که در مقاطعه حسین‌آقا امین‌الضرب بود، به‌عنوان معاون و مترجم مسیو دوبروک مهندس بلژیکی استخدام شد.
دهخدا از دست پروردگان شیخ هادی نجم‌آبادی محسوب می‌شود که در جنبش مشروطه نقشی مهم ایفا کرد. دهخدا در بیان خاطرات خود، «تربیت عقل» خویش را به شیخ هادی «طائب ثراة» نسبت داده و او را همراه دو مربی دیگر خود، «وجودی استثنایی» خوانده است.
در همین هنگام (۱۲۸۵ خورشیدی)، میرزا جهانگیرخان شیرازی و میرزا قاسم‌خان تبریزی برای آغاز انتشار روزنامهٔ صور اسرافیل که خود بنیان‌گذار آن بودند از او دعوت به همکاری کردند. دهخدا از ابتدا نویسندهٔ اصلی در صور اسرافیل بود.
وی با نگارش مقاله‌های بند در روزنامهٔ صور اسرافیل، در زمره مشروطه خواهان قرار گرفت. به همین سبب بود که او نیز مورد غضب محمدعلی شاه واقع شد و اگر کمک سفارت انگلستان در امان گرفتن برای او نبود، سرنوشتی چون همکارانش، می‌یافت. نخستین شماره این روزنامه هفتگی پنج‌شنبه هفدهم ربیع‌الآخر ۱۳۲۵ قمری برابر هشتم خرداد ۱۲۸۶ و ۳۰ مه ۱۹۰۷ در هشت صفحه در تهران منتشر شد. صوراسرافیل طی چهارده ماه بعدی با تعطیلی‌ها و توقیف‌هایی که دید، روی هم رفته سی و دو شماره منتشر شد که تاریخ آخرین شماره، سی‌ام خرداد ۱۲۸۷ بود. دهخدا در آغاز هر شماره روزنامه مقاله‌ای در زمینه مسائل سیاسی، اقتصادی و اجتماعی و در پایان مقاله‌ای با عنوان چرند و پرند با نام مستعار می‌نوشت. سبک نگارش این مقالات در ادبیات فارسی بی‌سابقه بود و مکتب جدیدی را در روزنامه‌نگاری ایران و نثر فارسی معاصر پدیدآورد.
مهم‌ترین نام مستعار میرزا علی‌اکبر خان قزوینی در چرند و پرندش دخو بود. دخو مخفف کلمه دهخدا است، خطابی برای مردم ساده‌دل در قزوین، زادگاه پدر و اجداد نویسنده. البته دهخدا در اصل به معنی 'کدخدا و خداوند و بزرگ ده' است.
برخی نوشته‌های دهخدا موجب اعتراض‌های شدید سنّت‌گرایان متعصب و طرفداران استبداد شد تا جایی که حتی حکم به تکفیر او دادند. مجلس چند بار راجع به نوشته‌های او به بحث و گفتگو پرداخت. در جلسهٔ پنجم مهر ۱۲۸۶ خورشیدی (بیستم شعبان ۱۳۲۵ قمری) اسدالله میرزا به شکایت انجمن اتحادیه طلاب اشاره کرد. آقا سید محمد جعفر نماینده‌ای دیگر تصریح کرد که در شماره‌های ۱۲ و ۱۴ صور اسرافیل نوشته‌ای که به تکفیر انجامیده باشد، دیده نمی‌شود. اما در مورد مطالب سیاسی باید وزارت علوم و معارف نظر دهد. پس از یکی دو گفتار دیگر روزنامه به‌طور موقت توقیف شد. در این میان دهخدا نیز به مجلس احضار شد و توانست با منطق و استدلال و حاضرجوابی مخالفان را مجاب کند. البته دهخدا را از در پشتی مجلس خارج کردند؛ زیرا برخی متعصبان مسلح با سلاح گرم، آمادهٔ حمله به او بودند.

### دوره دوّم (تبعید و مهاجرت)
بعد از کودتای محمدعلی شاه در ۱۲۸۷، دهخدا همراه با عده‌ای از آزادی‌خواهان در سفارت انگلیس تحصن کردند. محمدعلی شاه که از این موضوع خشمگین بود با تبعید ایشان به کشورهای همجوار و اروپا موافقت کرد. به روایت ناظم‌الاسلام کرمانی بنا شد که شش نفر از کسانی که در «سفارتخانه انگلیس بودند نفی و تبعید شوند که هر یک را از قرار ماهی صد و پنجاه تومان بدهند و غلام سفارت آن‌ها را ببرد به سرحد برساند و رسید گرفته مراجعت کند، تا یک سال در خارجه باشند. پس از یک سال مختارند به هر جا بخواهند بروند یا مراجعت کنند به ایران». راوی دیگر در باکو، چند تن از ایشان را نام می‌برد. (سید حسن تقی‌زاده، میرزا محمد نجات، وحیدالملک، دهخدا، حسین پرویز) که «آزادی‌خواهان و تجار کمک کرده اعانه دادند»، و آن‌ها «به‌علت ناسازگاری محیط از راه تفلیس به پاریس رفتند».
پس از ورود دهخدا و آزادی‌خواهان تبعیدی به پاریس، گروهی از آن‌ها به دعوت ادوارد براون به لندن رفتند. میرزا آقا فرشی، سید حسن تقی‌زاده، معاضدالسلطنه و محمدعلی تربیت از آن جمله بودند. اما معاضدالسلطنه اندکی بعد به پاریس بازگشت و با دهخدا در انتشار دوباره صوراسرافیل همکاری کرد. دهخدا دعوت براون را برای رفتن به لندن و نشر صوراسرافیل در آن شهر نپذیرفت. براون استدلال می‌کرد که در انگلستان امکانات بیشتری مهیاست و روزنامه‌هایی مانند منچستر گاردین و دیلی نیوز هواخواه مشروطه‌اند و چیزهایی می‌نویسند، اما دهخدا بنابر مصالحی ترجیح داد که چنین نکند. دهخدا در پاریس با علامه محمد قزوینی معاشر بود.
چون امکان نشر روزنامه در پاریس نبود، گروه صوراسرافیل، یعنی دهخدا، میرزا قاسم‌خان تبریزی، میرزا محمد نجات و حسین پرویز، در آذر ۱۲۸۷ به شهرک ایوردُن (Yverdon) در سوییس نقل مکان کردند، اما محل چاپ روزنامه با اتخاذ تدابیری همچنان در پاریس بود. دورهٔ دوم صوراسرافیل در ایوردن در دی و اسفند ۱۲۸۷ تنها سه شماره به کمک میرزا ابوالحسن خان پیرنیا (معاضد الدوله) منتشر شد. مطالب و مقالات روزنامه به قلم دهخدا و بسیار تندتر و صریح‌تر از پیش بود. میرزا علی‌اکبر خان دهخدا در شمارهٔ نخست روزنامهٔ صور اسرافیل در سوئیس، شیخ فضل‌الله نوری را «شیخ فضل‌الله خر» که «خر شیخ فضل‌الله هاست» خواند.
در شماره سوم دهخدا مسمط معروف خود «یاد آر ز شمع مرده یاد آر» که آن را در یادبود میرزا جهانگیرخان شیرازی سروده بود به چاپ رساند. دهخدا در تبعید برخلاف همگنانش در وضعیت مالی بسیار دشواری می‌زیست. دوران تبعید دهخدا در اروپا بی‌نهایت پرتنش و افسرده‌کننده بود و گفته شده که حتی به خودکشی یا گرفتن تابعیت بیگانه فکر کرده بوده است.
در فروردین ۱۲۸۸ گروه ایوردن به استانبول رفتند و به انجمن سعادت ایرانیان پیوستند. این انجمن را گروهی از ایرانیان مشروطه‌خواه همچون یحیی دولت‌آبادی، محمدعلی تربیت و حسین دانش اصفهانی با استفاده از محیط آزادتری که با تحولات جدید در عثمانی فراهم شده بود، تشکیل داده بودند. مهم‌ترین فعالیت سیاسی دهخدا در استانبول نشر چهارده یا پانزده شماره از روزنامه سروش در فاصله تیر تا آبان‌ماه ۱۲۸۸ بود. مؤسس و مدیر این روزنامه فارسی‌زبان، سیدمحمد توفیق و سردبیر آن علی‌اکبر دهخدا و نویسندگان آن معاضدالسلطنه، میرزا یحیی دولت‌آبادی و میرزا حسین دانش اصفهانی بودند.
در همان دوره اقامت دهخدا در اروپا دوره دوم روزنامه روح‌القدس با گرایش رادیکال سوسیالیستی احتمالاً در پاریس، منتشر می‌شد که دبیر و نگارندهٔ آن میرزا علی‌اکبرخان دهخدا معرفی شده است.
پس از فتح تهران و خلع محمدعلی شاه، در انتخابات دوره دوم مجلس شورای ملی علی‌اکبر دهخدا در حالی که هنوز در استانبول بود، هم از کرمان (به نشانهٔ حق‌شناسی مردم این ایالت از بابت مقالات صوراسرافیل) به نمایندگی مجلس انتخاب شد و هم نمایندگان مجلس او را به جای یکی از نمایندگان تهران که استعفا داده بود انتخاب کردند. دهخدا ابتدا نمایندگی مردم کرمان را پذیرفت و در نوزدهم فروردین ۱۲۸۹ با تصویب اعتبارنامه اش وارد مجلس شد. در مجلس نایب رئیس کمیسیون عرایض شد. اما بعداً از نمایندگی کرمان استعفا داد و نمایندگی تهران را پذیرفت. او به حزب اعتدالیون پیوست و این برخلاف انتظار یاران سابق او بود که غالباً در حزب رقیب یعنی حزب دموکرات جمع شده بودند.
با آغاز جنگ جهانی اول و ورود نیروهای روسی به شمال ایران و نزدیک شدن آن‌ها به پایتخت و سقوط دولت، دهخدا همراه با اعضای کمیتهٔ مهاجرت ابتدا به قم و سپس به کرمانشاه رفت. پس از انحلال حکومت در مهاجرت، دهخدا به مدت دو سال و نیم به دعوت رؤسای ایل بختیاری در مناطق چهارمحال بختیاری به سر برد و بخش عمده‌ای از این دوره را مهمان لطف‌علی‌خان امیرمفخم بختیاری نظامی و سیاست‌مدار ایرانی در قلعه دزک بود. در همان‌جا بود که اندیشه تدوین لغت‌نامه یا فرهنگ‌نامه‌ای جامع برای زبان فارسی در ذهن او شکل گرفت و با استفاده از کتابخانهٔ امیرمفخم کار نگارش یادداشت‌های لازم برای لغت‌نامه و امثال و حکم را آغاز کرد.

### دورهٔ سوم

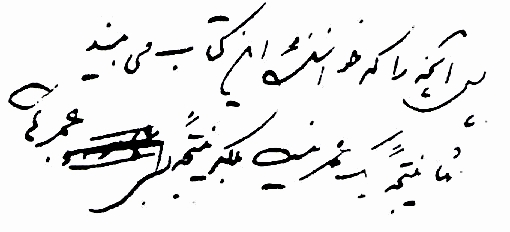
دستنوشته علی اکبر دهخدا دربارهٔ لغت‌نامه

پس از پایان نخستین جنگ جهانی، دهخدا از فعالیت‌های سیاسی کناره گرفت، و در دورهٔ پادشاهی رضاشاه به کارهای علمی، ادبی و فرهنگی پرداخت. مدتی ریاست دفتر (کابینه) وزارت معارف (وزارت فرهنگ بعدی) و سپس ریاست تفتیش وزارت عدلیه (وزارت دادگستری بعدی) را به عهده داشت. در سال ۱۳۰۶ مدرسهٔ سیاسی به مدرسهٔ عالی حقوق و علوم سیاسی تغییر نام یافت و ریاست آن را علی‌اکبر دهخدا به عهده گرفت. در سال ۱۳۱۴ به عضویت فرهنگستان ایران انتخاب شد. از زمان تأسیس دانشگاه تهران در سال ۱۳۱۳ ریاست دانشکده حقوق و علوم سیاسی را تا سال ۱۳۲۰ به عهده داشت. در این سال از خدمات دولتی بازنشسته شد و یکسره به کار لغت‌نامه پرداخت. در همین دوران بود که در جواب استفسار دوستان که چرا شعر و نثری به سبک آنچه در صور اسرافیل منتشر می‌کرد نمی‌سراید و نمی‌نویسد، می‌گفت: «در این زمانه بسیارند کسانی که حاضرند وقت و نیروی خود را صرف شعر گفتن و مقاله نوشتن و طبع و نشر آن‌ها در روزنامه‌ها و مجلات کنند، ولی شاید کمتر کسی باشد که بخواهد و بتواند با تألیف آثاری مانند امثال و حکم و لغت‌نامه وظیفه‌ای دشوار و خسته‌کننده و طاقت‌سوز ولی واجب را تحمل نماید.» به سردبیر مجلهٔ آینده، محمود افشار یزدی که از او مقاله می‌خواست (پس از شهریور ۱۳۲۰) با بی‌میلی و اکراه نوشت که «اگر میسر شد و گرفتاری‌ها اجازه داد مقالاتی می‌فرستم، با شرط عدم تحریف»؛ اما کمتر برای مطبوعات دست به قلم می‌برد.
در نخستین کنگره نویسندگان ایران در تیر ماه ۱۳۲۵ دهخدا در هیئت رئیسه شرکت داشت. در اسفند ۱۳۲۹ در تأسیس جمعیت مبارزه با بی‌سوادی شرکت کرد. در همان سال از جمله نویسندگان و اهل فرهنگی بود که بیانیه صلح استکهلم را امضاء کرد.

## فعالیت‌های سیاسی

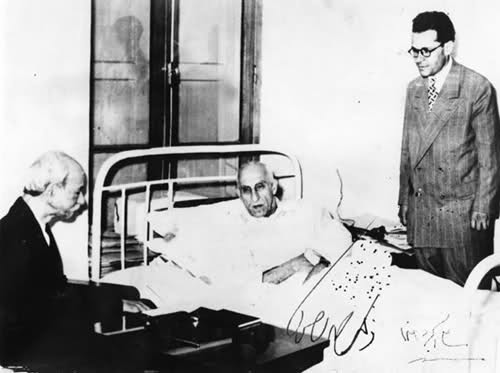
دیدار علی اکبر دهخدا و محمد مصدق

دهخدا سردبیری برخی نشریات مربوط به حزب کمونیست ایران (دهه ۱۹۲۰) را نیز به عهده داشت. در کشاکش انحلال سلطنت و برپایی جمهوری، دهخدا به عنوان نامزد نخستین انتخابات ریاست جمهوری در ایران مطرح شد که نپذیرفت نامزد شود. دهخدا تا پایان عمر مطیع دربار پهلوی ماند. دهخدا در دورهٔ رضا شاه از کارهای سیاسی کناره گرفت و به کارهای علمی و ادبی و فرهنگی مشغول شد. مدتی ریاست دفتر (کابینه) وزارت معارف، ریاست تفتیش وزارت عدلیه، ریاست مدرسهٔ علوم سیاسی و سپس ریاست مدرسهٔ عالی حقوق و علوم سیاسی تهران را بر عهده داشت. چند روز قبل از شهریور ۱۳۲۰ و خلع رضاشاه، معزول شد و پس از آن بیشتر به مطالعه و تحقیق و نگارش پرداخت.
دهخدا در سال‌های نهضت ملی شدن نفت به رهبری محمد مصدق، پشتیبان جدی او بود. آشنایی این دو به سال‌های بعد انقلاب مشروطه بازمی‌گشت. در ماه‌های پیش از کودتای ۲۸ مرداد ۱۳۳۲ شایعه تشکیل شورای سلطنت و ریاست شورای دهخدا (در صورت پیروزی نهضت و اعلام جمهوری) بر سر زبان‌ها افتاد. به همین خاطر نیز مأموران کودتا پس از کودتای ۲۸ مرداد به خانه‌اش ریختند و به وی آسیب زدند. با شرکت وی در نامهٔ سرگشاده علیه کنسرسیوم نفت در سال بعد، نام دهخدا را از خیابان محل زندگی‌اش برداشتند.

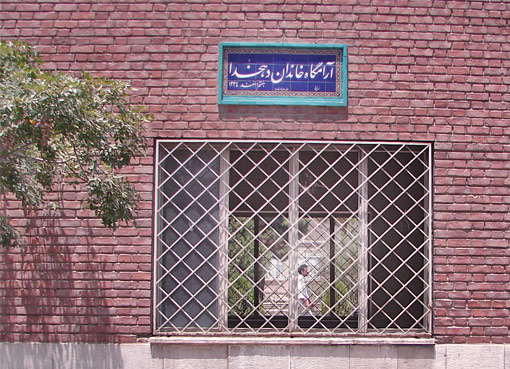
آرامگاه علی‌اکبر دهخدا در گورستان ابن بابویه شهر ری

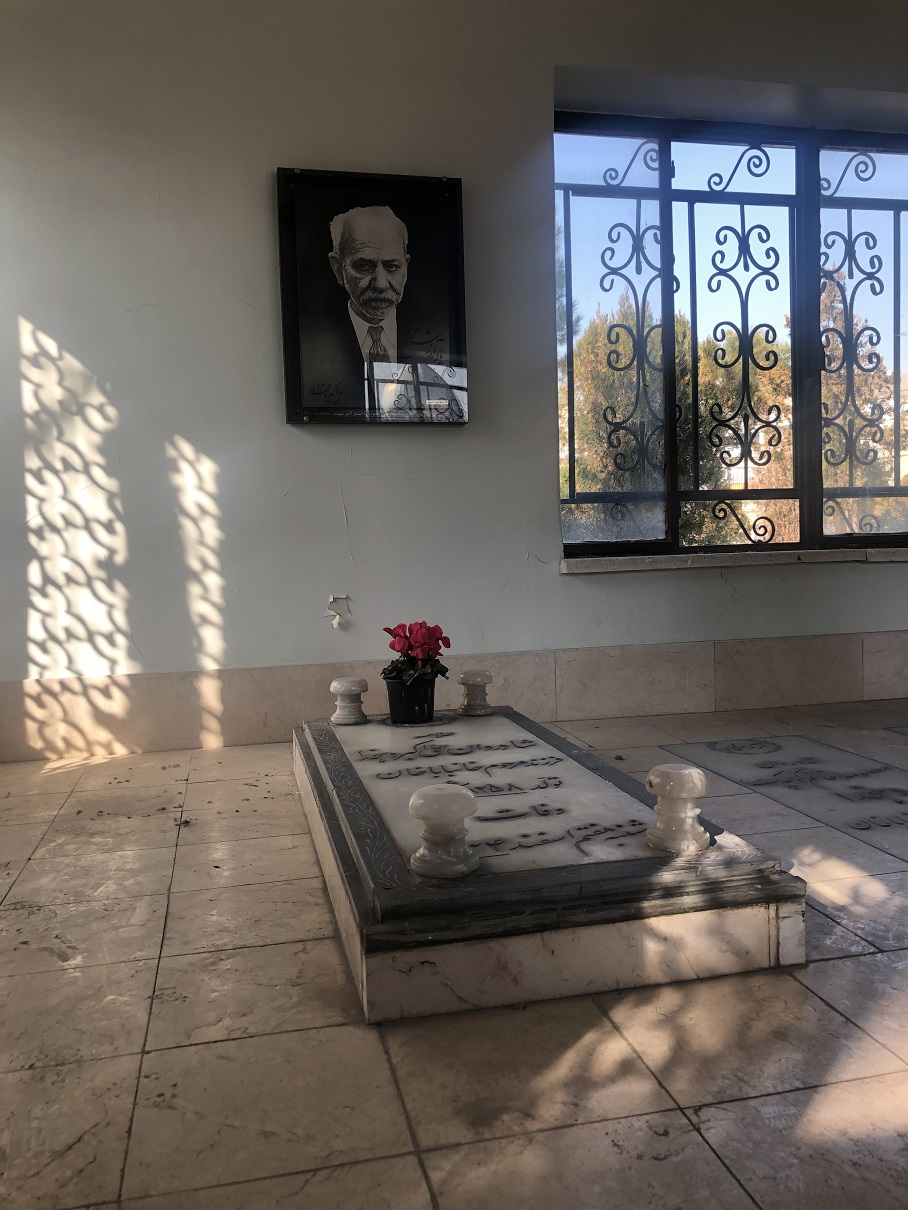
قبر علی‌اکبر دهخدا در داخل حجره خاندان دهخدا - گورستان ابن‌بابویه - آبان ۱۳۹۴

فرد ناشناسی نیز سرمقالهٔ نخست صوراسرافیل ایوردُن (دوره دوم) را که حاوی حمله‌های بی‌پروایی به موجودیت پادشاهی در ایران بود، برای رهبران سیاسی ارسال می‌کرد.
علی‌اکبر دهخدا در روز دوشنبه هفتم اسفند ماه ۱۳۳۴ در سن ۷۷ سالگی در خانهٔ خود در خیابان ایرانشهر تهران درگذشت. پیکر او به شهر ری مشایعت و در ابن بابویه در آرامگاه خانوادگی مدفون گردید. پس از درگذشت دهخدا، خانه‌اش تبدیل به دبستانی با نام خودش شد. اما در سال‌های پس از انقلاب، نام او را از روی دبستان برداشتند.

## آثار و نوشته‌های دهخدا
از آثار دهخدا می‌توان به امثال و حکم در چهار جلد اشاره کرد؛ و نیز به ترجمهٔ دو کتاب از مونتسکیو که تاکنون به چاپ نرسیده است. او همچنین فرهنگ فرانسه به فارسی را نوشت؛ شامل لغات علمی، تاریخی، ادبی، جغرافیایی و پزشکی که تاکنون به چاپ نرسیده است.
از دیگر مکتوبات وی «شرح حال ابوریحان بیرونی» و تصحیحاتی بر دیوان‌های شعرای نامی ایران بود.
دهخدا اشعار خود را در قالب‌های معهود مثنوی، غزل، مسمط، قطعه، دوبیتی و رباعی سروده است. یکی از ویژگی‌های شعر دهخدا طنز تلخ و گزندهٔ اوست که با تحلیل قوی و سرشارش همراه می‌شود.
او با نثر ویژه‌ای که در نوشتن مقالات انتقادی صوراسرافیل (چرند و پرند) به کار برد، نمونه‌ای از نثر طنز و انتقادی فارسی را ابداع کرد.
نکتهٔ مهم در طنزهای دهخدا عشق و علاقه و دلسوزی به حال مردم خرده‌پاست. دهخدا با نمایاندن جهات تاریک زندگانی، جهت روشن و امیدبخش آن را هرگز فراموش نمی‌کرد. او به بطالت و تنبلی و بی‌شعوری می‌تاخت.
در سال ۱۳۳۲ رادیوی صدای آمریکا برنامه‌ای را به زبان فارسی برای معرفی علی‌اکبر دهخدا ترتیب داده بود که در پاسخ به دعوت آنها، دهخدا این‌گونه نوشت:
«شرح حال من و امثال مرا در جراید ایران و رادیوهای ایران و بعضی از دول خارجه، مکرر گفته‌اند. اگر به انگلیسی این کار می‌شد، تا حدی مفید بود؛ برای اینکه ممالک متحده آمریکا، مردم ایران را بشناسند؛ ولی به فارسی، تکرار مکررات خواهد بود، و به عقیده من نتیجه ندارد… اینهاست که شما می‌توانید به ملت خودتان اطلاعات بدهید، تا آن‌ها بدانند در اینجا به‌طوری‌که انگلیسی‌ها ایران را معرفی کرده‌اند، یک مشت آدمخوار زندگی نمی‌کنند.»

### لغت‌نامه دهخدا

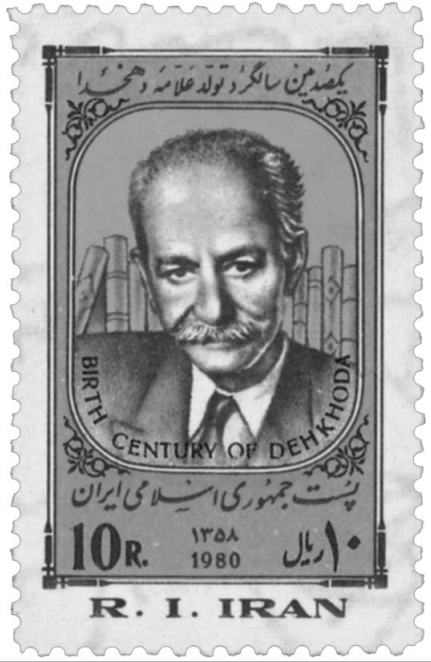
تمبر یادبود علی‌اکبر دهخدا که در سال ۱۳۵۸ شرکت پست ایران آن را منتشر کرد

مقدمات نگارش و سپس انتشار لغت‌نامه دهخدا از اواخر دههٔ ۱۳۰۰ خورشیدی با همکاری دولت فراهم شد و اولین قراردادها برای این منظور سال‌های ۱۳۱۳ و ۱۳۱۴ بین وزارت معارف و علی‌اکبر دهخدا منعقد شد. اولین مجلد لغت‌نامه در سال ۱۳۱۸ منتشر شد، اما به‌دلیل کندی کار چاپخانهٔ بانک ملی و آغاز جنگ جهانی دوم متوقف شد. سرانجام در ۲۵ دی ۱۳۲۴ با پیشنهاد حدود بیست تن از نمایندگان، با تصویب ماده واحده‌ای، مجلس شورای ملی چاپ فرهنگ دهخدا را برعهده گرفت. ۲۵ هزار تومان هزینه چاپ این فرهنگ از محل صرفه جویی بودجه سال ۱۳۲۴ مجلس تأمین شد. مجلس همچنین دولت را مکلف کرد تا خانهٔ دهخدا را از او بخرد تا بتواند ۲۲۰ هزار تومان بدهی را که بابت هزینه‌های تدوین لغت‌نامه به او تحمیل شده است بپردازد و اجرائیه‌ای که بانک برای فروش خانه او و پرداخت بدهی به طلبکاران صادر کرده است، متوقف شود. به این ترتیب، لغت‌نامه از یادداشت‌هایی که دهخدا گردآورده بود، بسیار فراتر رفت و سازمان لغت‌نامه از آغاز تا پایان نشر کتاب، از همکاری تعدادی از لغت‌شناسان برخوردار شد که نام‌های آن‌ها در مقدمه ویرایش جدید (سال ۱۳۷۷) به‌عنوان عضو هیئت مؤلفان لغت‌نامه آمده است.
معاونت ادارهٔ لغت‌نامه با محمد معین بود تا در سال ۱۳۳۴ مجلس شورای ملی ادارهٔ لغت‌نامه را از منزل دهخدا به مجلس منتقل ساخت و دهخدا معین را به ریاست اداره معرفی کرد و طی دو وصیت‌نامه او را مسئول کلیه فیش‌ها و ادامهٔ کار نگارش و چاپ لغت‌نامه قرار داد. پس از درگذشت دهخدا در اسفند ۱۳۳۴ محل لغت‌نامه تا سال ۱۳۳۷ همچنان در مجلس شورای ملی بود و از آن پس به دانشگاه تهران منتقل شد.
اولین و دومین مجلدات یا جزوات لغت‌نامه (آ– ابوسعد / ابوسعد – اثبات) در ۱۰۰۰ صفحه در سال ۱۳۲۵ به چاپ رسید. دهخدا تا زمان حیاتش (۱۳۳۴) توانست بر تألیف و چاپ ۲۲ مجلد از ۲۲۲ مجلد لغت‌نامه، و ۴۲۶۹ صفحه از ۲۶۴۷۵ صفحه نظارت کند. از این پس بنابر وصیت او، سه نفر از نزدیک‌ترین یارانش، محمد معین، محمد دبیرسیاقی و سید جعفر شهیدی سرپرستی ادامهٔ کار را به عهده گرفتند. در سال‌های بعد به‌طور میانگین سالی ۸۰۰ صفحه از این لغت‌نامه به چاپ رسید. در یکی دو سال دورهٔ انقلاب ۱۳۵۷، در کار انتشار وقفه‌ای افتاد ولی سرانجام در سال ۱۳۵۸ – ۱۳۵۹ کار چاپ آن به پایان رسید.

## فهرست آثار
- لغت‌نامه
- امثال و حکم
- چرند و پرند (مجموعه مقالات)
- فرهنگ فرانسه به زبان فارسی
- شرح‌حال ابوریحان بیرونی
- تعلیقات بر دیوان ناصر خسرو
- پندها و کلمات قصار
- دیوان شعر
- تصحیح دیوان منوچهری
- تصحیح دیوان حافظ
- تصحیح دیوان سید حسن غزنوی
- تصحیح دیوان مسعود سعد
- تصحیح دیوان سوزنی سمرقندی
- تصحیح دیوان فرخی سیستانی
- تصحیح دیوان ابن یمین
- تصحیح لغت فرس اسدی
- تصحیح صحاح الفرس
- تصحیح یوسف و زلیخا
- ترجمهٔ روح القوانین مونتسکیو (منتشر نشده)
- ترجمهٔ عظمت و انحطاط رومیان